# Равниште
Равниште (болг. Равнище) — село в Болгарии. Находится в Софийской области, входит в общину Правец. Население составляет 242 человека (2022).

## Население
По данным переписи населения 2011 года в селе проживал 252 жителя (185 — болгары, 65 — цыгане).
| 1934 | 1946 | 1956 | 1965 | 1975 | 1985 | 1992 | 2001 | 2011 | 2012 | 2013 |
| ---- | ---- | ---- | ---- | ---- | ---- | ---- | ---- | ---- | ---- | ---- |
| 1063 | 1046 | 776  | 618  | 541  | 382  | 390  | 312  | 252  | 238  | 240  |

## Известные уроженцы
- Цанов, Андрей – болгарский духовный писатель.